# Ribeirão Selma
Der Ribeirão Selma ist ein etwa 49 km langer rechter Nebenfluss des Rio Ivaí im Nordwesten des brasilianischen Bundesstaats Paraná.

## Geografie

### Lage
Das Einzugsgebiet des Ribeirão Selma befindet sich auf dem Terceiro Planalto Paranaense (Dritte oder Guarapuava-Hochebene von Paraná).

### Verlauf
Sein Quellgebiet liegt im Westen des Munizips Guairaçá nahe der Grenze zu Loanda und Planaltina do Paraná auf 411 m Meereshöhe in der Nähe der Rodovia do Café (BR-376)
Der Fluss verläuft in südwestlicher Richtung. Schon nach einem Kilometer verlässt er Guairaçá und wird zum Grenzfluss zwischen den Munizipien Planaltina do Paraná und Loanda. Auf den restlichen, südlichen Kilometern seines Laufs bildet er die Grenze zwischen Planaltina do Paraná und Santa Mônica.
Er mündet auf 246 m Höhe von rechts in den Rio Ivaí. Er ist etwa 49 km lang.

### Munizipien im Einzugsgebiet
Am Ribeirão Selma liegen die vier Munizipien Guairaçá, Planaltina do Paraná, Loanda und Santa Mônica.